# Kirchenbezirk Biberach
Der Evangelische Kirchenbezirk Biberach ist einer von 43 Kirchenbezirken bzw. Kirchenkreisen der Evangelischen Landeskirche in Württemberg. Sein Gebiet ist deckungsgleich mit dem Dekanat Biberach.

## Geografie
Der Kirchenbezirk Biberach liegt im Südosten der württembergischen Landeskirche. Er ist neben dem Kirchenbezirk Ravensburg der flächengrößte Kirchenbezirk der württembergischen Landeskirche. Seine Kirchengemeinden umfassen fast den gesamten Landkreis Biberach und zwar die politischen Städte und Gemeinden Achstetten, Alleshausen, Allmannsweiler, Altheim, Attenweiler, Bad Buchau, Bad Schussenried, Berkheim, Betzenweiler, Biberach an der Riß, Burgrieden, Dettingen an der Iller, Dürmentingen, Dürnau, Eberhardzell (ohne Mühlhausen und Oberessendorf), Erlenmoos, Erolzheim, Ertingen, Gutenzell-Hürbel, Hochdorf (Riß), Ingoldingen, Kanzach, Kirchberg an der Iller (ohne Sinningen), Kirchdorf an der Iller, Langenenslingen, Laupheim, Maselheim (ohne Hauptort), Mietingen, Mittelbiberach, Moosburg, Ochsenhausen, Oggelshausen, Riedlingen, Rot an der Rot, Schemmerhofen, Schwendi, Seekirch, Steinhausen an der Rottum, Tiefenbach, Ummendorf, Unlingen, Uttenweiler, Wain und Warthausen, ferner die Gemeinden Balzheim, Dietenheim, Erbach (nur Ortsteil Ersingen), Illerrieden und Oberstadion (nur Ortsteil Mossbeuren) im Alb-Donau-Kreis, die Städte und Gemeinden Altshausen, Aulendorf, Boms, Ebenweiler, Ebersbach-Musbach, Eichstegen, Fleischwangen, Guggenhausen, Hoßkirch, Königseggwald, Riedhausen, Unterwaldhausen und einige Weiler des Ortsteils Fronhofen der Gemeinde Fronreute im Landkreis Ravensburg sowie die Städte und Gemeinden Bad Saulgau, Herbertingen, Hohentengen, Mengen, Ostrach (ohne Ortsteile Burgweiler und Laubbach) und Scheer im Landkreis Sigmaringen.

### Nachbarkirchenbezirke
Der Kirchenbezirk Biberach grenzt im Westen an die Kirchenbezirke Balingen und Reutlingen (beide Prälatur Reutlingen), im Norden an die Kirchenbezirke Bad Urach-Münsingen (Prälatur Reutlingen) sowie Blaubeuren und Ulm (beide Prälatur Ulm), im Osten an die Evangelisch-Lutherische Landeskirche in Bayern und im Süden an den Kirchenbezirk Ravensburg (ebenfalls Prälatur Ulm). Im Südwesten hat er eine kurze Grenze mit der Evangelischen Landeskirche in Baden.

## Geschichte
Im Gegensatz zu den meisten Dekanaten der württembergischen Landeskirche, die schon bald nach der Reformation errichtet wurden, ist der Kirchenbezirk Biberach eine Neugründung aus dem 19. Jahrhundert. Das Gebiet des heutigen Kirchenbezirks Biberach ist mehrheitlich katholisch geprägt, weil es überwiegend zu Vorderösterreich und zu kleineren Herrschaften gehörte, welche keine Reformation durchführten. Hier zogen evangelische Bewohner erst seit dem 19. Jahrhundert bzw. vermehrt nach dem Zweiten Weltkrieg zu. Nur wenige Orte, z. B. Wain, waren bereits davor evangelisch. Biberach selbst war eine paritätische Reichsstadt. Alle Gebiete kamen erst 1803 an Württemberg und wurden zunächst dem Dekanat Blaubeuren zugeordnet. 1810 wurde Biberach Sitz eines eigenen württembergischen Oberamts und eines Dekanats, dem die evangelischen Gemeinden des gesamten Umlands zugeordnet wurden. Seit jener Zeit gehört das Dekanat Biberach zur Generalsuperintendentur Ulm, aus der 1924 die heutige Prälatur Ulm hervorging.

## Leitung des Kirchenbezirks
Die Leitung des Kirchenbezirks obliegt der Bezirkssynode, dem Kirchenbezirksausschuss (KBA) und dem Dekan. Derzeitiger Dekan ist seit 2020 Matthias Krack, der zugleich einer der Pfarrer an der Stadtpfarrkirche in Biberach ist.

### Dekane des Kirchenbezirks Biberach
- 1810–1829 Johann Wilhelm Volz (1743–1829); Volz wurde am 26. Mai 1803 Churfürstlich Badischer 1. Special und Kirchenrat, am 24. Februar 1807 Königlich Württembergischer Geistlicher Rat und ab 23. November 1810 Dekan
- 1829–1845 Johann Jakob Mayer (1769–1852)
- 1845–1867 Karl Gustav Hocheisen (1803–1867)
- 1867–1889 Friedrich Franz Christian August Majer (1817–1902)
- 1890–1921 Christian Heinrich Nathaniel Werner (1848–1921)
- 1921–1947 Paul Scheuerlen (1877–1947)
- 1947–1957 Heinrich Schwemmle (1887–1984)
- 1957–1968 Heinrich Dieterich (1902–1984)
- 1968–1975 Gerhard Ottmar (1922–1975)
- 1976–1983 Walter Bilger (1930–2009)
- 1983–1990 Günther Ebert (1927–2017)
- 1991–2002 Peter Seils (* 1940)
- 2003–2019 Hellger Koepff (* 1954)
- seit 2020 Matthias Krack (* 1969)

## Kirchengemeinden
Im Kirchenbezirk Biberach gibt es insgesamt 25 Kirchengemeinden. Dabei haben sich zehn Kirchengemeinden zu insgesamt drei Gesamtkirchengemeinden zusammengeschlossen, bleiben aber weiterhin eigenständige Körperschaften des öffentlichen Rechts. Das Gebiet des Kirchenbezirks Biberach ist traditionell katholisch geprägt. Aus historischer Zeit evangelisch ist nur das Gebiet der ehemaligen Reichsstadt Biberach an der Riß sowie die Orte Pflummern und Wain. Die anderen evangelischen Gemeinden entstanden erst ab dem 19. Jahrhundert. Die jeweils in Klammern hinter dem Namen der Kirchengemeinde angegebenen Gemeindegliederzahlen beziehen sich auf das Jahr 2005 und sind gerundet.

### Kirchengemeinde Altshausen

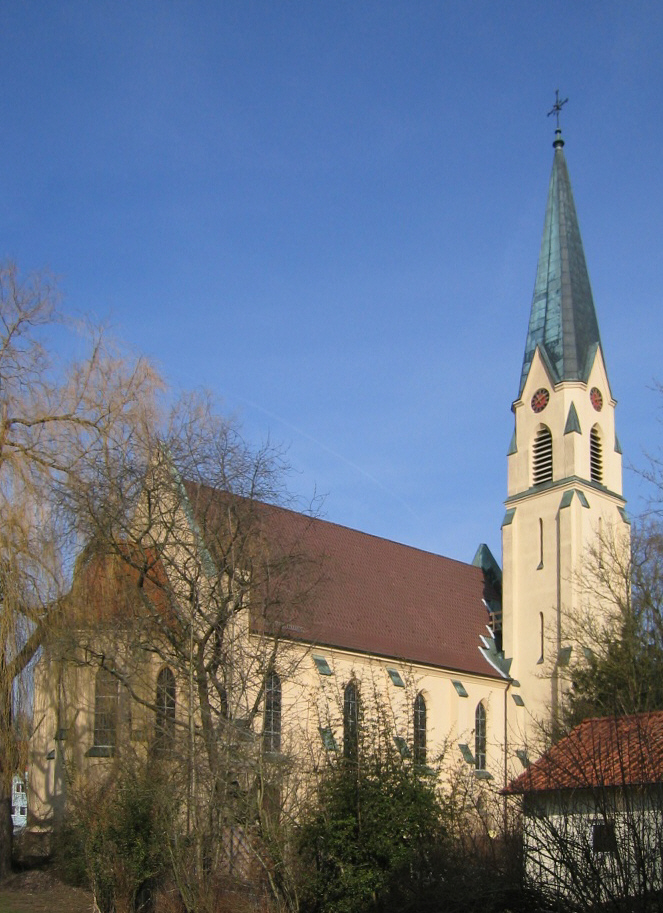
Evangelische Kirche Altshausen

Die Kirchengemeinde Altshausen umfasst die Gemeinden Altshausen, Boms, Ebenweiler, Ebersbach-Musbach (ohne Musbach), Eichstegen, Fleischwangen, Guggenhausen, Hoßkirch, Königseggwald, Riedhausen, Unterwaldhausen und einige Weiler des Ortsteils Fronhofen der Gemeinde Fronreute.
Der Raum Altshausen blieb nach der Reformation katholisch. Im 19. Jahrhundert zogen auch evangelische Bewohner zu. 1855 wurde in Altshausen eine Pfarrverweserei und 1874 eine eigene Pfarrei errichtet. Eine eigene Kirche erhielt der Ort 1880. Sie wurde 1969 renoviert.
1883 wurde das „Martinshaus“, ein Diasporaheim für Konfirmanden eröffnet. In der Nachkriegszeit wurde daraus eine mehrklassige evangelische Heimschule. Heute ist ein Hör-Sprach-Zentrum des diakonischen Unternehmens Die Zieglerschen auf dem ehemaligen Martinshaus-Gelände gegenüber der Evangelischen Kirche angesiedelt.
Bis 1952 gehörten auch die evangelischen Bewohner von Münchenreute und Rothäusle zur Kirchengemeinde Altshausen. Durch Bekanntmachung des Oberkirchenrats vom 21. Juli 1952 wurden diese der Kirchengemeinde Aulendorf zugeordnet.

### Kirchengemeinde Attenweiler
Die Kirchengemeinde Attenweiler umfasst die Gemeinde Attenweiler, die Ortsteile Ahlen und Sauggart und den Hauptort der Gemeinde Uttenweiler (die Ortsteile Dietershausen, Dieterskirch, Dobel, Herlighof, Oberwachingen und Schupfenberg gehören zur Kirchengemeinde Munderkingen im Kirchenbezirk Blaubeuren), die Ortsteile Alberweiler und Aßmannshardt der Gemeinde Schemmerhofen (die anderen Ortsteile gehören zur Kirchengemeinde Wartberg) sowie den Ortsteil Moosbeuren der Gemeinde Oberstadion (der Hauptort Oberstadion und die Ortsteile Hundersingen und Mundeldingen gehören zur Kirchengemeinde Rottenacker ebenfalls im Kirchenbezirk Blaubeuren).
Der Raum Attenweiler blieb nach der Reformation katholisch. Im 19. Jahrhundert zogen auch evangelische Bewohner zu. Sie wurden zunächst von der Pfarrei Biberach betreut. 1843 wurde in Attenweiler eine eigene Kirche im klassizistischen Stil erbaut. 1846 wurde Attenweiler Pfaffverweserei und 1859 selbständige Pfarrei. Ihr wurden auch die evangelischen Bewohner der umliegenden Orte zugeordnet. Für Alberweiler geschah dies mit Wirkung vom 1. April 1955, als dieser Ort von der Kirchengemeinde Biberach losgelöst und der Kirchengemeinde Attenweiler zugeordnet wurde.
Bis 1951 gehörte auch die Gemeinde Betzenweiler zur Kirchengemeinde Attenweiler. Durch Bekanntmachung des Oberkirchenrats vom 31. Mai 1951 wurde diese der Kirchengemeinde Riedlingen zugeordnet. Bis 1952 gehörten ferner die Wohnplätze Alleshausen, Brasenberg und Seekirch zur Kirchengemeinde Attenweiler. Durch Bekanntmachung vom 21. Juli 1952 wurden diese der Kirchengemeinde Bad Buchau zugeordnet.

### Kirchengemeinde Aulendorf

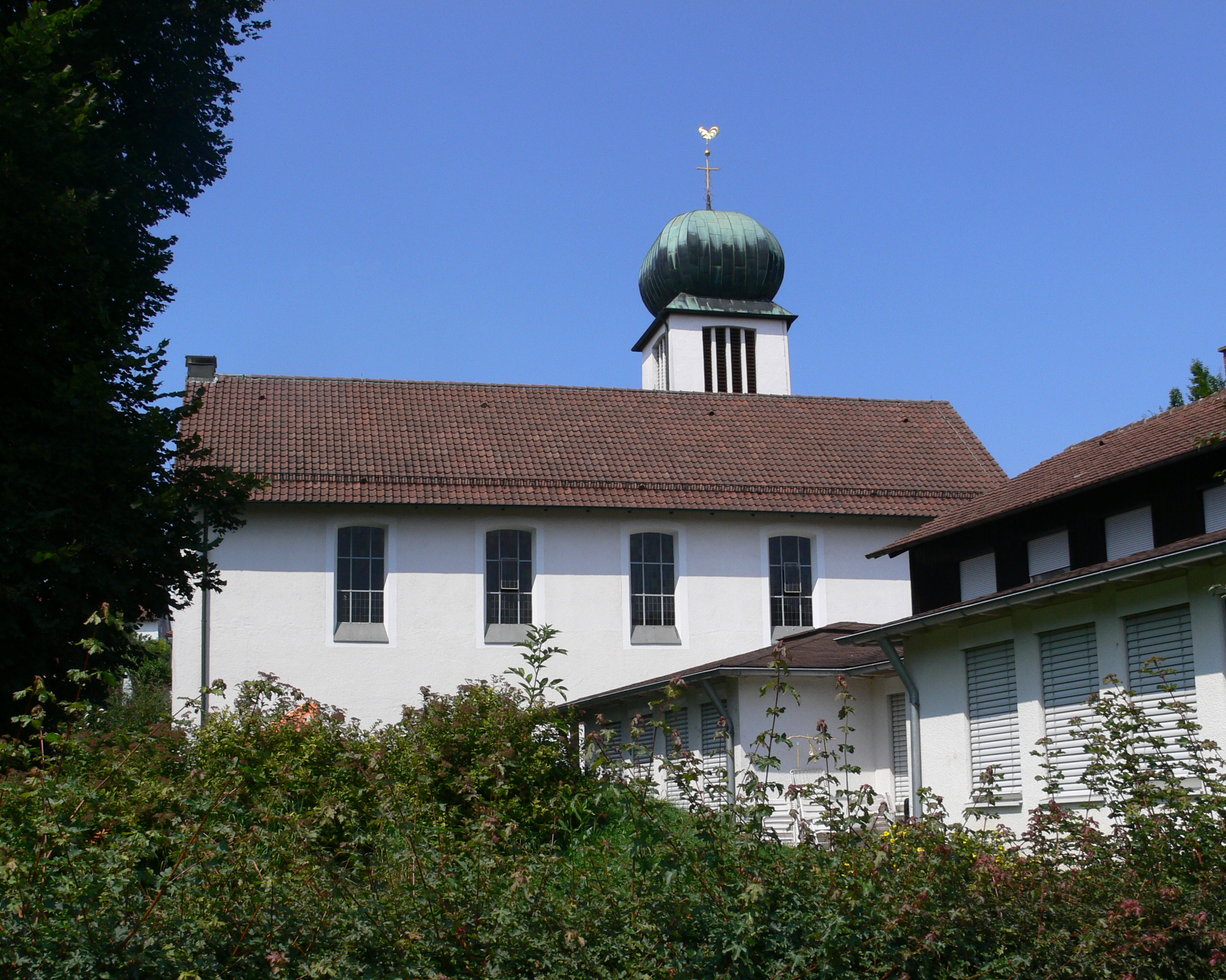
Evangelische Kirche in Aulendorf

Die Kirchengemeinde Aulendorf umfasst die Stadt Aulendorf und den Stadtteil Otterswang mit zugehörigen Weilern der Stadt Bad Schussenried.
Der Raum Aulendorf blieb nach der Reformation katholisch. Im 19. Jahrhundert zogen auch evangelische Bewohner zu. Sie wurden der Kirchengemeinde Schussenried zugeordnet. 1894 wurde in Aulendorf eine Pfarrverweserei errichtet und 1901 wurde ein Schul- und Betsaal gebaut, in welchem die Gemeinde ihre Gottesdienste feierte. Schließlich wurde eine eigene Filialkirchengemeinde Aulendorf gebildet, die durch Bekanntmachung des Oberkirchenrats vom 21. Juli 1952 um folgende Wohnplätze und Siedlungen erweitert wurde: Lippertsweiler, Hinterweiherhaus und Allgaierhof (alle bisher Kirchengemeinde Bad Schussenried), Münchenreute, Rothäusle (alle bisher Kirchengemeinde Altshausen) sowie Oberweiler und Buch (alle bisher Kirchengemeinde Bad Saulgau). Eine eigene Kirche bekam Aulendorf erst 1953, 1954 wurde Aulendorf dann selbständige Pfarrei. Durch Bekanntmachung des Oberkirchenrats vom 11. Januar 1960 wurde die Filialkirchengemeinde Aulendorf von der Muttergemeinde Bad Schussenried gelöst und zur selbständigen Kirchengemeinde erhoben. Heute gibt es zwei Pfarrämter in der Kirchengemeinde Aulendorf, sie tragen die Bezeichnungen I und II.

### Kirchengemeinde Bad Buchau
Die Kirchengemeinde Bad Buchau umfasst die Stadt Bad Buchau (mit Stadtteil Kappel) sowie die Gemeinden Alleshausen, Allmannsweiler, Dürnau, Kanzach, Moosburg, Oggelshausen, Seekirch und Tiefenbach. Das Gebiet um Bad Buchau blieb nach der Reformation katholisch. Im 19. Jahrhundert zogen auch evangelische Bewohner zu, die zunächst zur Kirchengemeinde Schussenried gehörten. 1894 wurde in Buchau eine eigene evangelische Kirche erbaut und später auch die selbständige Filialkirchengemeinde Buchau als Tochtergemeinde von Schussenried errichtet. Diese wurde durch Bekanntmachung des Oberkirchenrats vom 21. Juli 1952 um die Wohnplätze und Siedlungen Torfwerk, Sattenbeuren und Allmannsweiler, welche bisher zur Kirchengemeinde Bad Schussenried gehörten, sowie Alleshausen, Brasenberg und Seekirch, welche bis dahin zur Kirchengemeinde Attenweiler gehörten, erweitert.
1956 erhielt die Filialkirchengemeinde Buchau eine eigene Pfarrei und durch Bekanntmachung des Oberkirchenrats vom 21. Februar 1956 wurde die Filialkirchengemeinde Buchau von der Muttergemeinde Schussenried gelöst und zur selbständigen Kirchengemeinde erhoben. Mit Wirkung vom 9. Dezember 1993 wurde sie schließlich in „Kirchengemeinde Bad Buchau“ umbenannt. 2006 kam dann noch eine Klinikpfarrstelle hinzu.
Bis 1985 gehörten auch die Weiler Streitberg und Maierhof der Stadt Biberach zur Kirchengemeinde Bad Buchau. Sie wurden jedoch durch Bekanntmachung des Oberkirchenrats vom 19. August 1985 der Friedenskirchengemeinde Biberach zugeordnet.

### Kirchengemeinde Bad Saulgau

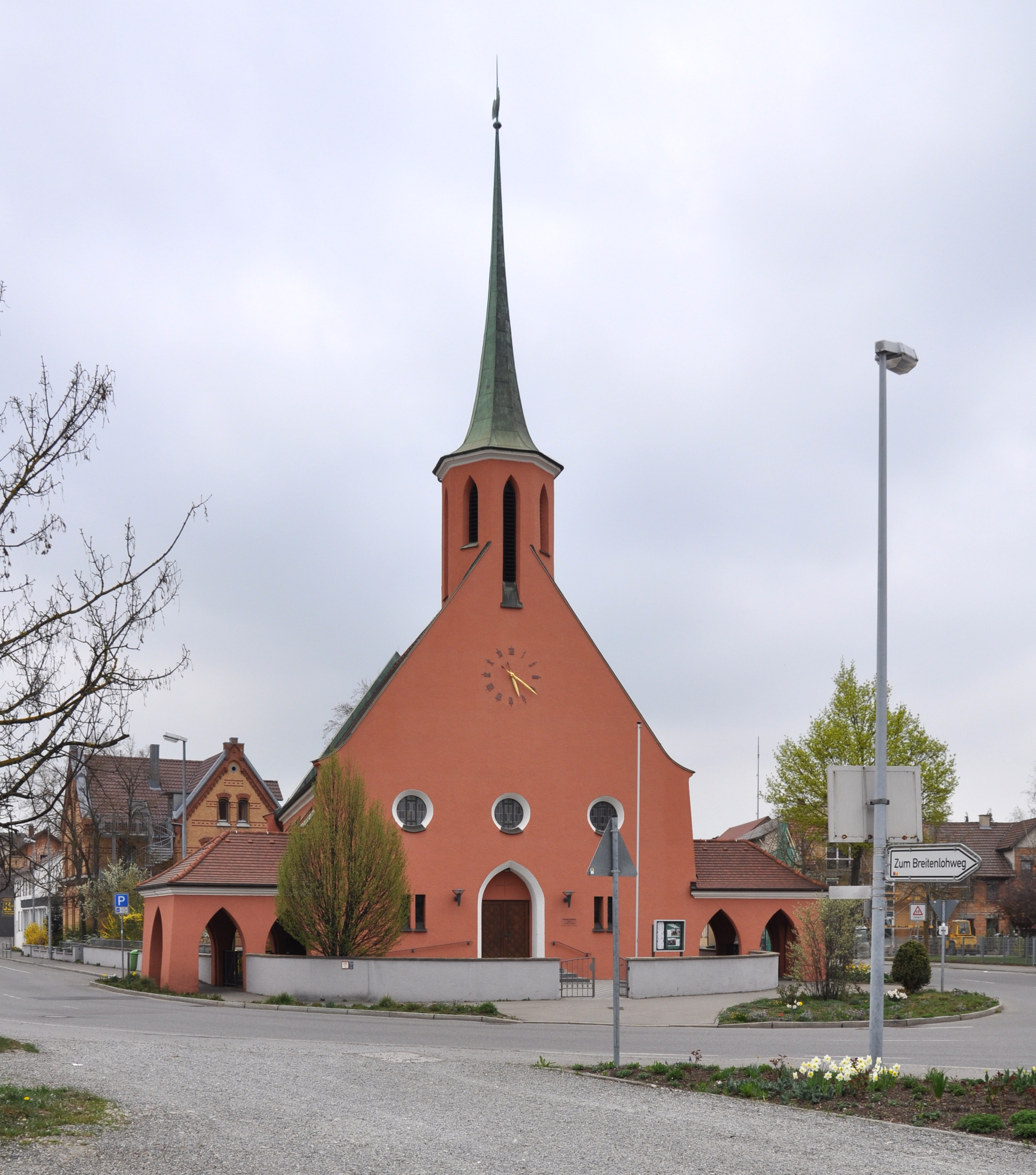
Christuskirche Bad Saulgau

Die Kirchengemeinde Bad Saulgau umfasst die Stadt Bad Saulgau mit ihren Stadtteilen Bierstetten, Bolstern, Bondorf, Braunenweiler, Friedberg, Fulgenstadt, Großtissen, Haid, Hochberg, Lampertsweiler, Moosheim, Renhardsweiler und Wolfartsweiler, sowie die Gemeinde Herbertingen mit ihren Ortsteilen Hundersingen (wurde erst durch Bekanntmachung vom 31. Mai 1951 von der Kirchengemeinde Heiligkreuztal hierher umgegliedert), Marbach und Mieterkingen im Landkreis Sigmaringen und den Ortsteil Musbach der Gemeinde Ebersbach-Musbach im Landkreis Ravensburg. Bis 1952 gehörten auch die evangelischen Bewohner von Oberweiler und Buch zur Kirchengemeinde Bad Saulgau. Durch Bekanntmachung des Oberkirchenrats vom 21. Juli 1952 wurden diese der Kirchengemeinde Aulendorf zugeordnet.
Das Gebiet blieb nach der Reformation katholisch und gehörte jahrhundertelang zu Vorderösterreich. Im 19. Jahrhundert zogen auch evangelische Bewohner in das nun württembergische Saulgau, so dass 1876–1877 in der Nähe des Bahnhofs eine eigene neugotische Kirche durch den Stuttgarter Architekten Christian Friedrich von Leins erbaut werden konnte. Eine eigene Pfarrei wurde in Bad Saulgau 1899 errichtet. Wegen Salpeter-Schäden am Mauerwerk wurde die Kirche 1927 durch die Architekten Rudolf Behr und Karl Oelkrug in expressionistischen Formen fast vollständig neu errichtet. Seit 1998 heißt die Kirche „Christuskirche“.
Heute gibt es drei Pfarrämter in Bad Saulgau. Sie tragen die Bezeichnungen I, II und III. Ursprünglich hieß die Kirchengemeinde nur Saulgau. Mit Wirkung vom 30. August 2000 wurde sie in Kirchengemeinde Bad Saulgau umbenannt.

### Kirchengemeinde Bad Schussenried

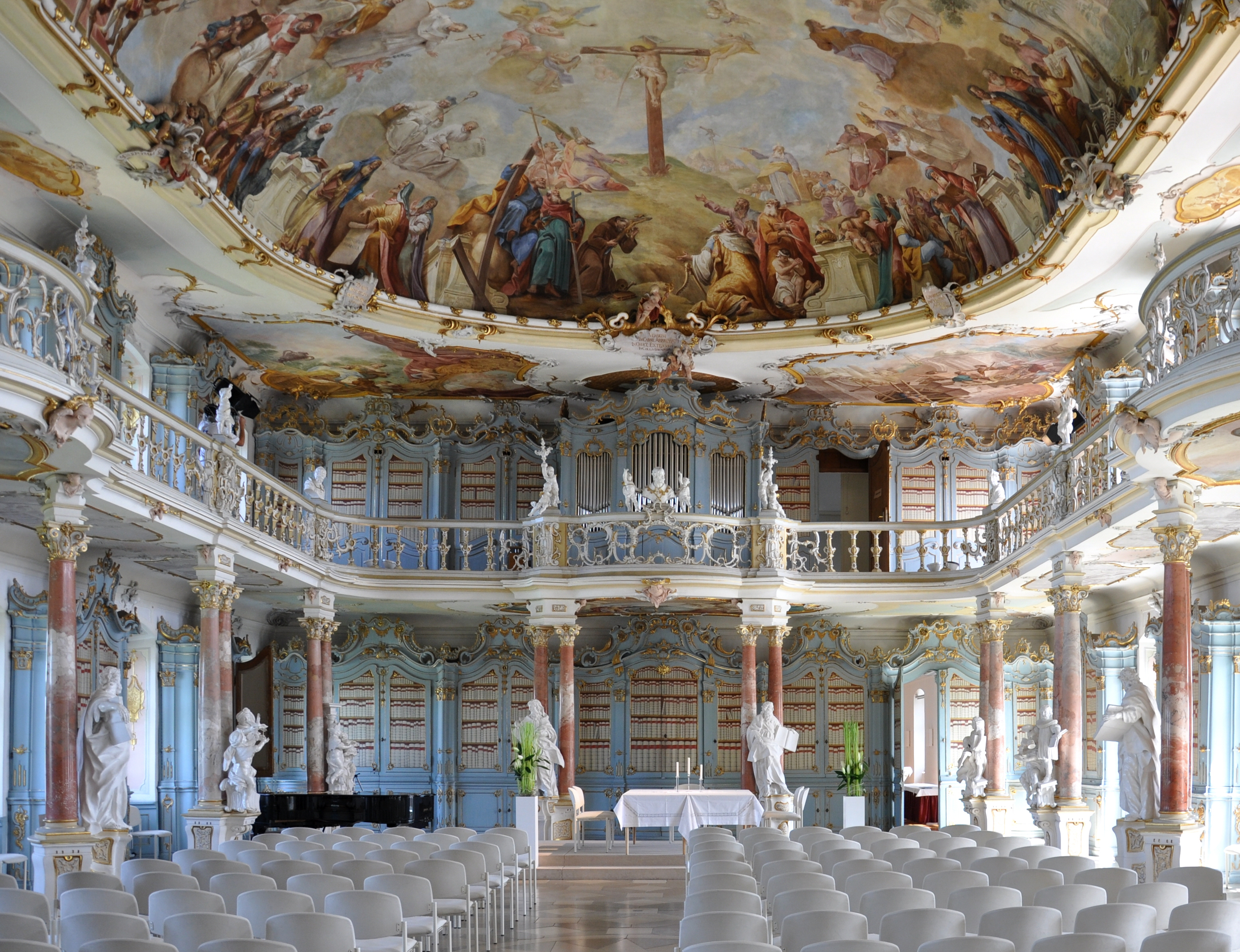
Bibliothekssaal des aufgehobenen Klosters Schussenried

Die Kirchengemeinde Bad Schussenried umfasst die Stadt Bad Schussenried (mit den Stadtteilen Reichenbach und Steinhausen einschließlich der zugehörigen Weilern, jedoch ohne den Stadtteil Otterswang, der zur Kirchengemeinde Aulendorf gehört) und die Gemeinde Ingoldingen (mit Ortsteilen Grodt, Muttensweiler, Winterstettendorf und Winterstettenstadt; der Weiler Boggenreute gehörte bis 1951 zur Kirchengemeinde Biberbach und wurde durch Bekanntmachung des Oberkirchenrats vom 31. Mai 1951 nach Bad Schussenried umgegliedert). Das Gebiet um Bad Schussenried blieb nach der Reformation katholisch. 1851 wurde in Schussenried eine eigene evangelische Pfarrverweserei errichtet und später eine eigene Pfarrei. Die Gottesdienste der Kirchengemeinde Schussenried fanden zunächst im barocken Bibliotheksaal des aufgehobenen Klosters Schussenried statt. 1970 konnte die Kirchengemeinde dann ihre eigene Kirche, die Christuskirche mit Gemeindezentrum erbauen. Mit Wirkung vom 6. Dezember 1993 wurde die Kirchengemeinde Schussenried in „Kirchengemeinde Bad Schussenried“ umbenannt. Neben dem Gemeindepfarramt Bad Schussenried gibt es heute noch das Krankenhauspfarramt, das für das „Zentrum für Psychiatrie“ (ZfP) und für die Kurseelsorge verantwortlich ist.
Bis 1952 gehörten auch die evangelischen Bewohner von Lippertsweiler, Hinterweiherhaus und Allgaierhof zur Kirchengemeinde Bad Schussenried. Durch Bekanntmachung des Oberkirchenrats vom 21. Juli 1952 wurden diese der Kirchengemeinde Aulendorf zugeordnet. Gleichzeitig wurden die evangelischen Bewohner von Torfwerk, Sattenbeuren und Allmannsweiler der Kirchengemeinde Bad Buchaus zugeordnet. Bis 1962 gehörten ferner die evangelischen Bewohner von Eberhardzell, Hochdorf, Unteressendorf und Degernau zur Kirchengemeinde Bad Schussenried. Durch Bekanntmachung des Oberkirchenrats vom 16. November 1962 wurden sie der Kirchengemeinde Biberach zugeordnet und gehören heute zur Kirchengemeinde Ummendorf.

### Kirchengemeinde Balzheim

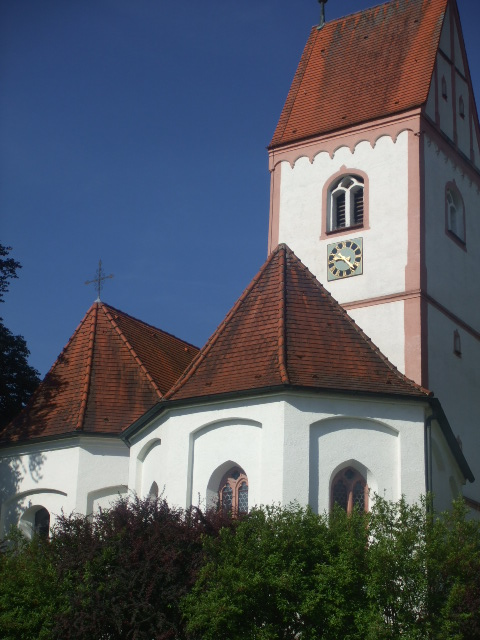
Ev. Mauritiuskirche Unterbalzheim

Die Kirchengemeinde Balzheim umfasst die Gemeinde Balzheim mit ihren Ortsteilen Unter- und Oberbalzheim im Alb-Donau-Kreis sowie den Ortsteil Sinningen der Gemeinde Kirchberg an der Iller im Landkreis Biberach. Der Hauptort Kirchberg an der Iller gehörte bis 1951 zusammen mit Dettingen an der Iller ebenfalls zur Kirchengemeinde (Unter-)Balzheim. Beide Orte wurden jedoch damals in die Ochsenhausener Filialkirchengemeinde Erolzheim umgegliedert und sind seit 1961 Teil der Kirchengemeinde Kirchdorf an der Iller.
Eine Kirche wurde in Unterbalzheim bereits 1275 erwähnt. Später wird sie St. Mauritius genannt. Das Patronat hatte die Herrschaft der Ehinger, die 1541 die Reformation einführte. Die heutige Mauritiuskirche, ursprünglich im romanischen Stil erbaut, wurde im 15. Jahrhundert umgebaut. Dabei wurde die Grabkapelle der Ehinger angebaut. 1700 und 1882/83 gab es weitere Umbauten. Die Orgel hat die Firma Link 1898 gebaut.
Oberbalzheim war kirchlich stets Filiale von Unterbalzheim, bildete aber zunächst eine eigene Filialkirchengemeinde und hatte auch eine ständige Pfarrverweserei. Eine Marienkapelle wurde 1608 im Auftrag der Balzheimer Herrschaftsfamilie Ehinger durch die heutige Dreifaltigkeitskirche ersetzt. Die Orgel hat die Firma Link 1873/4 eingebaut. Mit Wirkung vom 4. Dezember 1977 wurde die Filialkirchengemeinde Oberbalzheim aufgelöst und die Gemeindeglieder der Kirchengemeinde Unterbalzheim angegliedert, die gleichzeitig in „Kirchengemeinde Balzheim“ umbenannt wurde. Ferner wurden die evangelischen Bewohner des Unterführbuchofs von der Kirchengemeinde Balzheim abgetrennt und der Kirchengemeinde Wain angegliedert.
Die Gottesdienste der Kirchengemeinde Balzheim werden abwechselnd in Unter- und Oberbalzheim gefeiert.
Zur Kirchengemeinde Balzheim gehörten nach dem Zweiten Weltkrieg auch die evangelischen Bewohner aus den überwiegend katholischen Gemeinden Dietenheim (mit Regglisweiler) und Illerrieden (mit Dorndorf und Wangen), bevor für diese beiden Gemeinden unter Einbeziehung der Evangelischen des Neuhäuser Hofs (bisher zur Kirchengemeinde Wain gehörig) mit Wirkung vom 4. Dezember 1977 die selbständige Kirchengemeinde Dietenheim errichtet wurde. Beide Kirchengemeinden (Balzheim und Dietenheim) bildeten dann die Gesamtkirchengemeinde Balzheim, die jedoch durch Verfügung vom 4. Juni 1980 aufgelöst wurde.
Die überwiegend erst nach dem Zweiten Weltkrieg zugezogenen evangelischen Bewohner von Kirchberg an der Iller und Dettingen an der Iller der Kirchengemeinde Unterbalzheim (heute Balzheim) zugeordnet.

### Gesamtkirchengemeinde Biberach

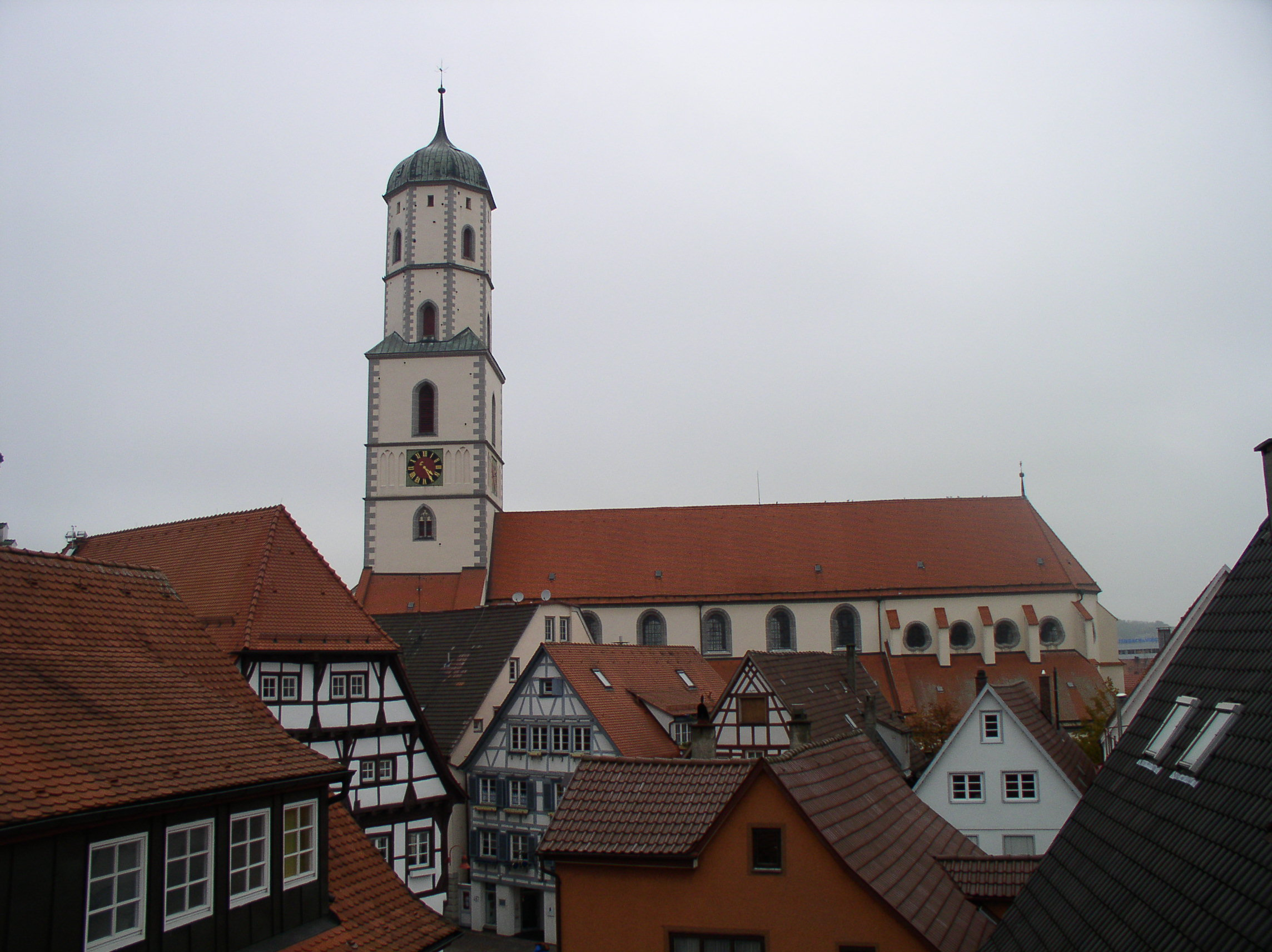
Stadtpfarrkirche St. Martin Biberach von Süden

Die Gesamtkirchengemeinde Biberach umfasst die Stadt Biberach an der Riß (mit den Stadtteilen Mettenberg, Rißegg und Stafflangen) und die Gemeinde Ummendorf. Früher gehörten auch die Ortsteile Altheim, Aufhofen, Ingerkingen, Langenschemmern und Schemmerberg der Gemeinde Schemmerhofen zur Kirchengemeinde Biberach. Der Biberacher Stadtteil Ringschnait gehört zur Kirchengemeinde Ochsenhausen. Die Gesamtkirchengemeinde Biberach wurde mit Wirkung vom 4. Dezember 1983 gebildet, als die bis dahin alleinige Kirchengemeinde Biberach in die fünf Kirchengemeinden Stadtpfarrkirchengemeinde Biberach, Bonhoefferkirchengemeinde Biberach, Friedenskirchengemeinde Biberach, Heilig-Geist-Kirchengemeinde Biberach und Versöhnungskirchengemeinde Ummendorf aufgeteilt und diese wiederum in der Gesamtkirchengemeinde Biberach zusammengeschlossen wurden. Durch Bekanntmachung des Oberkirchenrats vom 26. Februar 1987 wurde innerhalb der Gesamtkirchengemeinde Biberach dann noch die selbständige Kirchengemeinde Warthausen gebildet. Diese wurde mit Wirkung vom 1. Januar 1990 jedoch aus dem Verband der Gesamtkirchengemeinde Biberach herausgelöst.
Die Gesamtkirchengemeinde Biberach ist Trägerin von sieben Kindergärten und zwar Kindergarten Braithweg, Kindergarten Hühnerfeld (Wetterkreuzstraße), Kindergarten Neusatzweg, Kindergarten Sandberg, Kindergarten Talfeld, Kindergarten Am Wolfgangsberg sowie Kindergarten Villa Regenbogen in Ummendorf.

#### Stadt-Kirchengemeinde Biberach

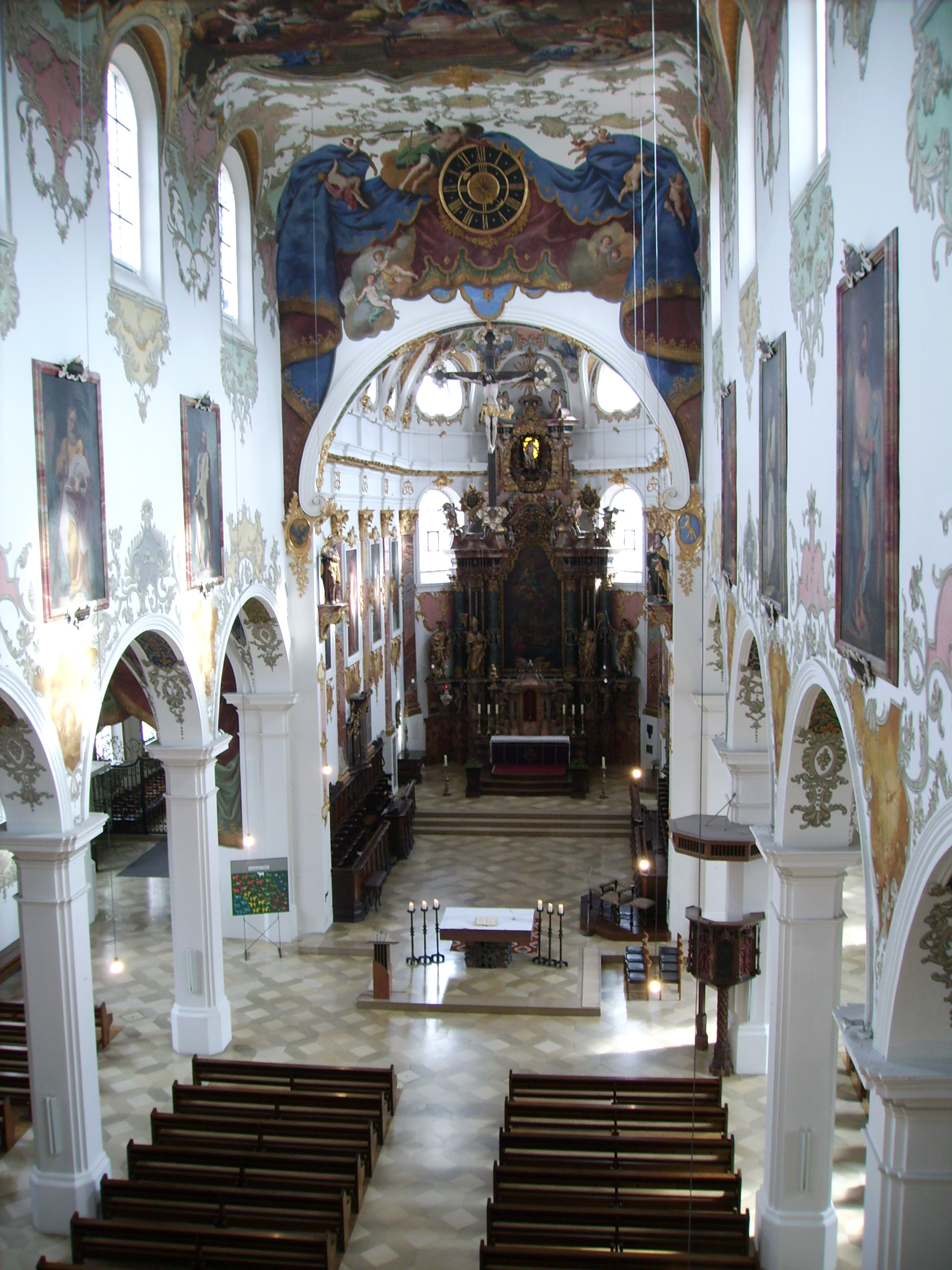
Stadtpfarrkirche St. Martin Biberach – Innenansicht

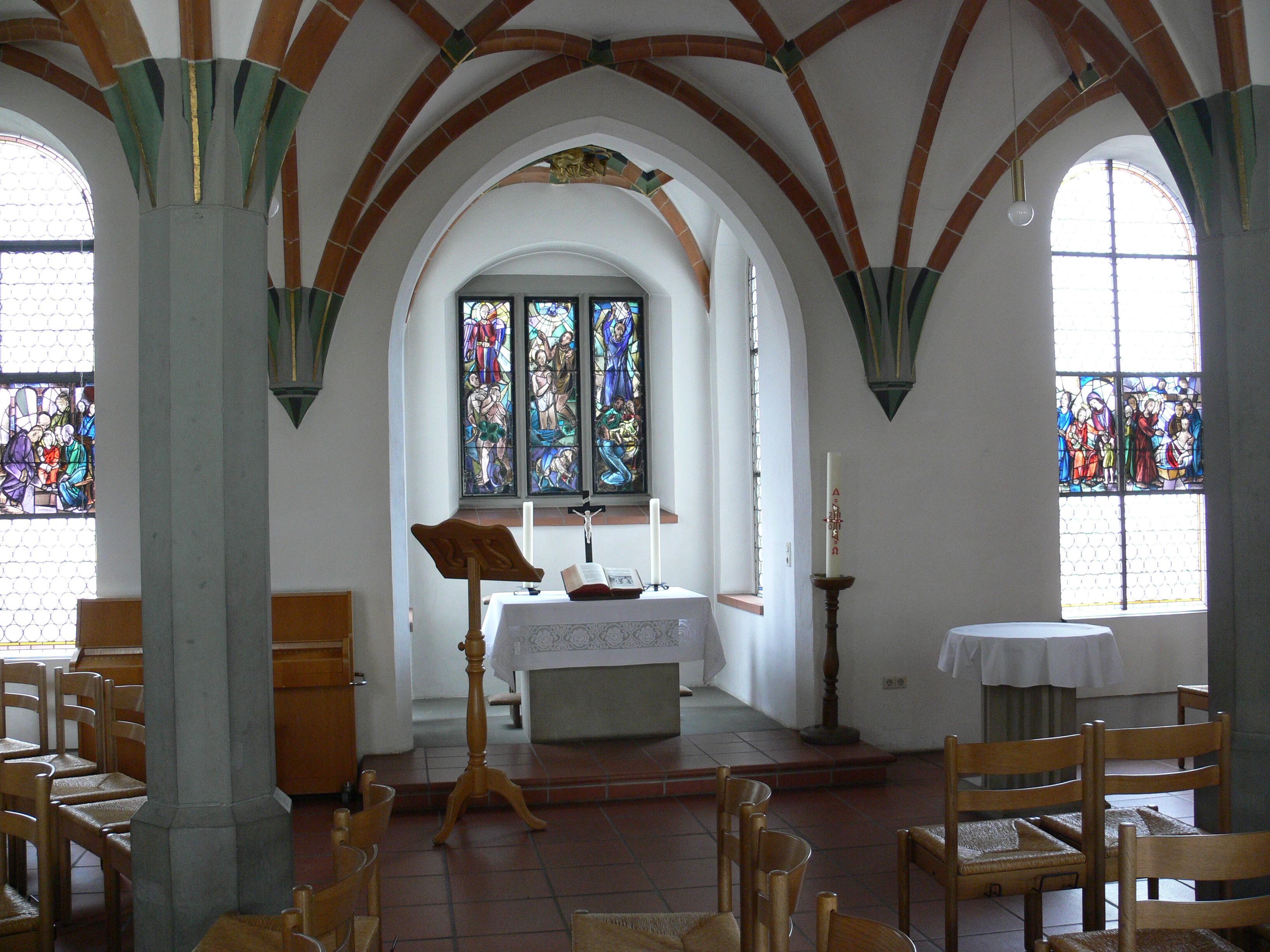
Evangelische Spitalkirche Biberach

Die Stadt-Kirchengemeinde Biberach in ihrer neuen Struktur seit 1. September 2018 umfasst das Gebiet der früheren Stadtpfarrkirchengemeinde, der Kernstadt von Biberach an der Riß sowie die Gebiete der früheren Bonhoefferkirchengemeinde und Heilig-Geist-Kirchengemeinde. Eine Kirche und Pfarrei wurde in Biberach an der Riß bereits 1265 erstmals erwähnt. 1329 wird sie St. Martin, 1369 St. Maria und Martin genannt. Das Patronat hatte das Reich. 1339 wurde es der Zisterzienserabtei Eberbach im Rheingau geschenkt, dem die Kirche 1349 inkorporiert wurde. Ab 1521 drang die Reformation in Biberach ein. 1529 wurde die Mehrheit des katholischen Rates verdrängt und Biberach überwiegend eine protestantische Stadt. 1531 schloss sie sich dem Schmalkaldischen Bund an. Ab 1548 wurde die Stadtpfarrkirche beiden Konfessionen zur Verfügung gestellt, die Chöre dienten seither der römisch-katholischen Gemeinde, das Langhaus der evangelischen Gemeinde als Gottesdienstraum. 1649 wurde offiziell die Parität beider Konfessionen eingeführt. Die Stadtpfarrkirche, Wahrzeichen Biberachs, ist ein spätgotischer Bau um 1350 mit Turm von 1585/87 und welscher Haube. Der Innenraum wurde 1746/48 barockisiert. Zum Gebiet der Stadtpfarrkirche gehört auch die evangelische Spitalkirche. Dabei handelt es sich um den oberen Krankensaal des ehemaligen Heilig-Geist-Spitals. Die eigentliche ehemalige Spitalkirche hingegen dient der katholischen Gemeinde als Gottesdienstraum. In der evangelischen Spitalkirche finden neben der Stadtpfarrkirche regelmäßige Gottesdienste und kleinere Feierlichkeiten statt. Bis ins 20. Jahrhundert waren beide Kirchen neben der Heilig-Geist-Kirche auf dem Friedhof die einzigen evangelischen Kirchen in Biberach innerhalb der Kirchengemeinde Biberach. Die Heilig-Geist-Kirche wurde im 20. Jahrhundert zweite Pfarrkirche, nach der Stadtkirche. Durch Zuzüge wurden dann drei weitere evangelische Kirchen in Biberach errichtet. So entstanden 1963/66 die Friedenskirche, 1970 die Versöhnungskirchengemeinde in Ummendorf und 1977 die Bonhoeffer-Kirche. Mit Wirkung vom 4. Dezember 1983 wurde die bis dahin alleinige Kirchengemeinde Biberach aufgeteilt und so entstanden insgesamt fünf Teilkirchengemeinden, unter anderem auch die Stadtpfarrkirchengemeinde Biberach. Sie alle bildeten bis August 2018 zusammen die Gesamtkirchengemeinde Biberach, seit September 2018 reduziert auf drei Teilkirchengemeinden: Stadt-Kirchengemeinde, Friedenskirchengemeinde und Versöhnungskirchengemeinde. Zu den Gemeindepfarrämtern kommen noch die Pfarrstellen für die Krankenhaus- und Hochschulseelsorge.
Bis 1955 gehörte auch Alberweiler zur Kirchengemeinde Biberach. Mit Wirkung vom 1. April 1955 wurde Alberweiler der Kirchengemeinde Attenweiler zugeordnet. Bereits durch Bekanntmachung vom 31. Mai 1951 war der Weiler Boggenreute der Gemeinde Ingoldingen der Kirchengemeinde Schussenrie zugeordnet worden.
Die frühere Bonhoeffer-Kirchengemeinde Biberach umfasst Teile der Kernstadt Biberachs. Die simultan genutzte Stadtpfarrkirche St. Martin, die Spitalkirche und die Heilig-Geist-Kirche auf dem evangelischen Friedhof (erbaut 1649/62) waren bis ins 20. Jahrhundert die einzigen evangelischen Kirchen Biberachs. Dann entstanden noch drei weitere Kirchen, darunter 1977 die Dietrich-Bonhoeffer-Kirche auf dem Mittelberg. Mit Wirkung vom 4. Dezember 1983 wurde die bis dahin alleinige Kirchengemeinde Biberach aufgeteilt und so entstanden insgesamt fünf Teilkirchengemeinden, unter anderem auch die heutige Bonhoeffer-Kirchengemeinde Biberach. Sie alle bilden zusammen die Gesamtkirchengemeinde Biberach.
Die frühere Heilig-Geist-Kirchengemeinde Biberach umfasst Teile der Kernstadt von Biberach. Neben der Stadtpfarrkirche bestand schon seit der Reformation eine weitere evangelische Kirche, die Heilig-Geist-Kirche. Diese wurde 1286 erstmals erwähnt und befindet sich auf dem heutigen Friedhof, wo ehemals das Spital war. Die heutige Kirche wurde 1649 bis 1662 neu erbaut. Im 20. Jahrhundert wurde sie zweite evangelische Pfarrkirche der Stadt. Im 20. Jahrhundert entstanden dann noch drei weitere evangelische Kirche. Mit Wirkung vom 4. Dezember 1983 wurde die bis dahin alleinige Kirchengemeinde Biberach aufgeteilt und so entstanden insgesamt fünf Teilkirchengemeinden, unter anderem auch die heutige Heilig-Geist-Kirchengemeinde Biberach. Sie alle bilden die Gesamtkirchengemeinde Biberach.

#### Friedenskirchengemeinde Biberach
Die Friedenskirchengemeinde Biberach umfasst die westliche Kernstadt Biberachs (Stadtteile Lindele, Gaisental, Weißes Bild, Fünf-Linden sowie Streitberg und Maierhof), der Stadtteil Stafflangen sowie die Gemeinde Mittelbiberach mit dem Ortsteil Reute. Die simultan genutzte Stadtpfarrkirche St. Martin, die Spitalkirche und die Heilig-Geist-Kirche auf dem evangelischen Friedhof (erbaut 1649/62) waren bis ins 20. Jahrhundert die einzigen evangelischen Kirchen Biberachs. Dann entstanden noch drei weitere Kirche, darunter 1963/66 die Friedenskirche. Zur Kirchengemeinde gehören auch die evangelischen Bewohner der Gemeinde Mittelbiberach, die ansonsten überwiegen katholisch ist. Die Weiler Streitberg und Maierhof kamen erst durch Bekanntmachung des Oberkirchenrats vom 19. August 1985 zur Friedenskirchengemeinde Biberach. Zuvor gehörten sie zur Kirchengemeinde Bad Buchau.

#### Versöhnungskirchengemeinde Ummendorf
Die Versöhnungskirchengemeinde Ummendorf umfasst die Gemeinden Ummendorf, Eberhardzell (mit Füramoos, aber ohne Mühlhausen und Oberessendorf und die Weiler Dietenwengen, Hedelberg, Längenmoos, Ziegelhütte und Braunenmoos, die durch Bekanntmachung des Oberkirchenrats vom 22. Januar 1953 zur Kirchengemeinde Ochsenhausen, 1962 aber zur Kirchengemeinde Biberach kamen), Hochdorf (Riß) und den Stadtteil Rißegg der Stadt Biberach an der Riß. Das gesamte Gebiet blieb nach der Reformation katholisch. Die überwiegend erst nach dem Zweiten Weltkrieg zugezogenen evangelischen Bewohner wurden zunächst von Biberach bzw. Ochsenhausen und Bad Schussenried aus betreut. Durch Bekanntmachung des Oberkirchenrats vom 16. November 1962 kamen auch die evangelischen Bewohner von Eberhardzell, Hochdorf, Unteressendorf und Füramoss zur Kirchengemeinde Biberach. 1970 wurde in Ummendorf eine eigene Kirche erbaut und auch eine Pfarrei innerhalb der Kirchengemeinde Biberach errichtet. Mit Wirkung vom 4. Dezember 1983 wurde die bis dahin alleinige Kirchengemeinde Biberach aufgeteilt und so entstanden insgesamt fünf Teilkirchengemeinden, unter anderem auch die heutige Versöhnungskirchengemeinde Ummendorf. Sie alle bilden seither die Gesamtkirchengemeinde Biberach.

### Kirchengemeinde Dietenheim
Die Kirchengemeinde Dietenheim umfasst die Gemeinde Dietenheim mit ihrem Ortsteil Regglisweiler und die Gemeinde Illerrieden mit ihren Ortsteilen Dorndorf und Wangen. Die genannten Orte blieben nach der Reformation katholisch. Die überwiegend erst nach dem Zweiten Weltkrieg zugezogenen evangelischen Bewohner wurden zunächst den Kirchengemeinden Unterbalzheim und Oberbalzheim bzw. im Falle des Neuhäuser Hofs der Kirchengemeinde Wain zugeordnet. 1952 wurde in Dietenheim eine eigene evangelische Kirche erbaut und ein Vikariat errichtet. Mit Wirkung vom 4. Dezember 1977 wurde für die oben genannten Orte die selbständige Kirchengemeinde Dietenheim gebildet. Das Kultusministerium hatte die neue Kirchengemeinde mit Schreiben vom 18. April 1977 als Körperschaft des öffentlichen Rechts anerkannt. Die Kirchengemeinde Dietenheim bildete dann zunächst mit der Kirchengemeinde Balzheim die Gesamtkirchengemeinde Balzheim, die jedoch durch Verfügung vom 4. Juni 1980 wieder aufgelöst wurde. Als Pfarrstelle erhielt die Kirchengemeinde Dietenheim die bisherige ständige Pfarrverweserei Unterbalzheim, die in ständige Pfarrverweserei Dietenheim umbenannt wurde. Inzwischen wurde Dietenheim selbständige Pfarrei.

### Kirchengemeinde Erolzheim-Rot
Die Kirchengemeinde Erolzheim-Rot umfasst die Gemeinden Erolzheim, Erlenmoos, Gutenzell-Hürbel, Rot an der Rot (nur Hauptort und Ortsteil Spindelwag, wobei Boschen und Senden erst 1965 vom Kirchenbezirk Ravensburg (Kirchengemeinde Marstetten, zu der sie seit 1951 gehörten) der damaligen Filialkirchengemeinde Rot an der Rot zugeordnet wurden; die Ortsteile Ellwangen und Haslach gehören weiterhin zum Kirchenbezirk Ravensburg, wobei Ellwangen bis 1958 noch zur Kirchengemeinde Rot an der Rot gehörte und dann der Kirchengemeinde Bad Wurzach zugeordnet wurde) und Steinhausen an der Rottum. Das Gebiet blieb nach der Reformation katholisch. Die überwiegend erst nach dem Zweiten Weltkrieg zugezogenen evangelischen Bewohner wurden zunächst der Kirchengemeinde Ochsenhausen bzw. deren Filialkirchengemeinden Erolzheim und Rot an der Rot zugeordnet. 1952 wurde in Erolzheim eine eigene Kirche (Diasporakirche von Otto Bartning) und 1968 in Rot an der Rot ebenfalls eine eigene Kirche, die Christuskirche erbaut.
1951 wurden Berkheim, Kirchdorf an der Iller und Obertopfingen von der Kirchengemeinde Rot an der Rot getrennt und der Filialkirchengemeinde Erolzheim zugeordnet. Diese wurde 1961 zur selbständigen Kirchengemeinde erhoben und gleichzeitig in „Kirchengemeinde Kirchdorf an der Iller“ umbenannt. Ihr wurde die bisherige Ochsenhausener Filialkirchengemeinde Rot an der Rot zugeordnet. Mit Wirkung vom 1. Januar 1990 wurden beiden Kirchengemeinden (Kirchdorf an der Iller und Rot an der Rot) zur Gesamtkirchengemeinde Kirchdorf/Rot zusammengeschlossen. Das Kultusministerium hatte die Gesamtkirchengemeinde Kirchdorf/Rot mit Schreiben vom 28. März 1990 als Körperschaft des öffentlichen Rechts anerkannt.
Mit Wirkung vom 1. Januar 2005 wurde die Kirchengemeinde Ochsenhausen der Gesamtkirchengemeinde Kirchdorf/Rot zugeordnet und diese dann in „Gesamtkirchengemeinde Rottum-Rot-Iller“ umbenannt. Gleichzeitig wurde die Gemeinde Erolzheim von der Kirchengemeinde Kirchdorf an der Iller gelöst und der Kirchengemeinde Rot an der Rot angegliedert, welche dann in Kirchengemeinde Erolzheim-Rot umbenannt wurde. Für diese gibt es heute auch ein eigenes Pfarramt in Rot an der Rot. Die Gesamtkirchengemeinde Rottum-Rot-Iller wurde zum 1. Januar 2010 wieder aufgelöst.

### Kirchengemeinde Ersingen

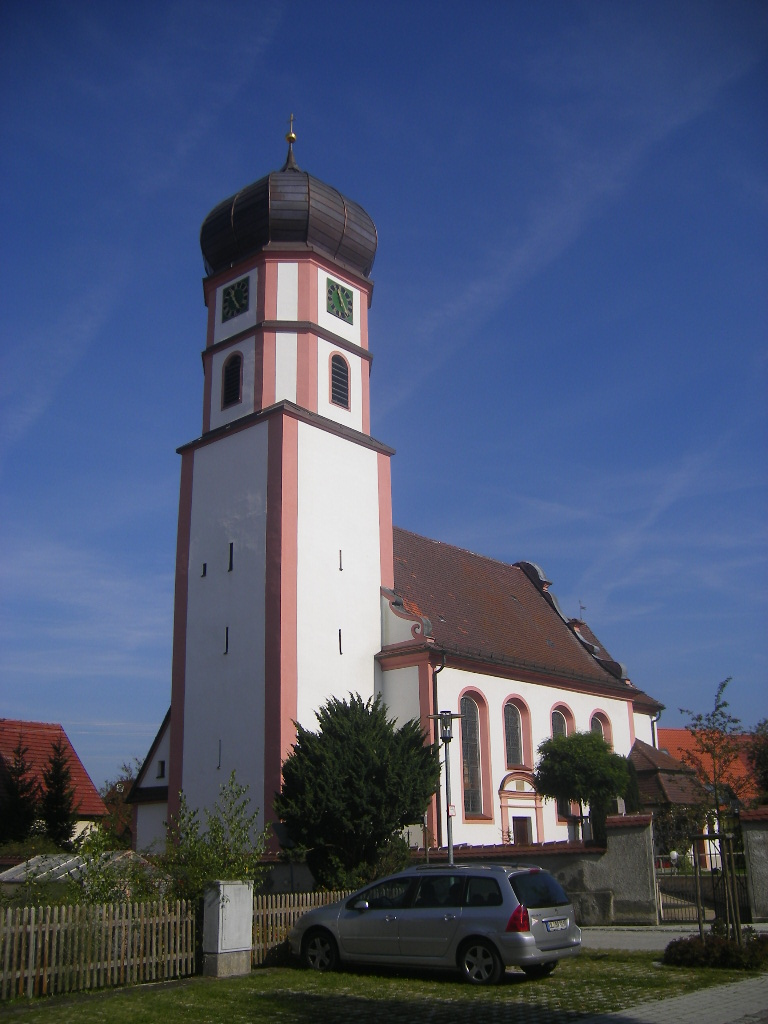
Ev. Franziskuskirche Ersingen

Die Kirchengemeinde Ersingen umfasst den Stadtteil Ersingen der Stadt Erbach sowie die Gemeinden Oberdischingen, den Ehinger Stadtteil Rißtissen, Öpfingen und den Weiler Bahnhof Rißtissen-Achstetten, der durch Bekanntmachung des Oberkirchenrats vom 4. Januar 1965 von der Kirchengemeinde Oberholzheim der Kirchengemeinde Ersingen angegliedert wurde. Die Kernstadt und die meisten Stadtteile Erbachs bilden seit 1957 eine eigene Kirchengemeinde, die am 1. Januar 1974 vom Kirchenbezirk Biberach in den Kirchenbezirk Ulm umgegliedert wurde. Der Erbacher Stadtteil Ringingen gehört hingegen zur Kirchengemeinde Pappelau im Kirchenbezirk Blaubeuren.
Kirchlich gehörte Ersingen zunächst zu Erbach. 1461 wurde Ersingen selbständige Pfarrei. Das Patronat hatte die Ortsherrschaft, welche 1525 die Reformation einführte. Die spätgotische Pfarrkirche, die früher St. Franziskus geweiht war, erhielt 1766/67 ihre heutige Form.
Bis 1965 gehörten auch die evangelischen Bewohner aus Donaurieden zur Kirchengemeinde Ersingen. Durch Bekanntmachung des Oberkirchenrats vom 4. Januar 1965 wurden diese der 1957 errichteten Kirchengemeinde Erbach zugeordnet.
Bis 1985 gehörten auch die Allmendinger Ortsteile Niederhofen mit Ziegelei, Pfraunstetten und Schwörzkirch zur Kirchengemeinde Ersingen. Durch Bekanntmachung des Oberkirchenrats vom 19. August 1985 wurden diese von der Kirchengemeinde Ersingen abgetrennt und der Kirchengemeinde Allmendingen (ebenfalls Kirchenbezirk Blaubeuren) zugeordnet.

### Kirchengemeinde Kirchdorf an der Iller
Die Kirchengemeinde Kirchdorf an der Iller umfasst die Gemeinden Kirchdorf an der Iller (mit Ortsteil Oberopfingen), Berkheim, Dettingen an der Iller und Kirchberg an der Iller (nur Hauptort, der Ortsteil Sinningen gehört zur Kirchengemeinde Balzheim). Das Gebiet blieb nach der Reformation katholisch. Die überwiegend erst nach dem Zweiten Weltkrieg zugezogenen evangelischen Bewohner von Berkheim, Kirchdorf an der Iller und Oberopfingen wurden zunächst der Filialkirchengemeinde Rot an der Rot, die Bewohner von Kirchberg an der Iller und Dettingen an der Iller der Kirchengemeinde Unterbalzheim (heute Balzheim) zugeordnet. Durch Bekanntmachung des Oberkirchenrats vom 26. Juli 1951 wurde die oben genannten Orte alle der Filialkirchengemeinde Erolzheim zugeordnet. Diese wurde durch Bekanntmachung vom 10. Januar 1961 von der Muttergemeinde Ochsenhausen getrennt, zur selbständigen Kirchengemeinde erhoben und in „Kirchengemeinden Kirchdorf an der Iller“ umbenannt, nachdem Kirchdorf an der Iller inzwischen auch eigene Pfarrei geworden war. 1973 erhielt Kirchdorf an der Iller auch ein eigenes Gemeindezentrum. Mit Wirkung vom 1. Januar 1990 wurde die Kirchengemeinde Kirchdorf an der Iller mit der Kirchengemeinde Rot an der Rot zur Gesamtkirchengemeinde Kirchdorf/Rot zusammengeschlossen. Das Kultusministerium hatte die Gesamtkirchengemeinde Kirchdorf/Rot mit Schreiben vom 28. März 1990 als Körperschaft des öffentlichen Rechts anerkannt. 2005 wurde auch die Kirchengemeinde Ochsenhausen der Gesamtkirchengemeinde zugeordnet und diese entsprechend umbenannt. Gleichzeitig wurde die Gemeinde Erolzheim von der Kirchengemeinde Kirchdorf an der Iller gelöst und der Kirchengemeinde Rot an der Rot angegliedert. Die Gesamtkirchengemeinde Rottum-Rot-Iller wurde zum 1. Januar 2010 wieder aufgelöst.

### Kirchengemeinde Laupheim
Die Kirchengemeinde Laupheim umfasst die Stadt Laupheim mit Ausnahme des Stadtteils Bihlafingen, der zur Kirchengemeinde Oberholzheim gehört sowie die Gemeinde Mietingen mit ihren Ortsteilen Baltringen, und Walpertshofen. Bis 1985 gehörte auch der Ortsteil Bühl der Gemeinde Burgrieden zur Kirchengemeinde Laupheim. Mit Bekanntmachung des Oberkirchenrats vom 19. August 1985 wurde Bühl jedoch von der Kirchengemeinde Laupheim in die Kirchengemeinde Oberholzheim umgegliedert.
Das Gebiet um Laupheim blieb nach der Reformation katholisch. Im 19. Jahrhundert zogen auch evangelische Bewohner zu, so dass 1826 in Laupheim eine Pfarrverweserei errichtet wurde. 1865 wurde eine eigene Kirche erbaut und eine eigene Kirchengemeinde errichtet. 1889 wurde Laupheim selbständige Pfarrei. Die Kirche wurde 1923 erweitert und 1955 wurde ein Gemeindehaus erbaut. Heute gibt es zwei Pfarrämter in Laupheim. Sie tragen die Bezeichnungen I und II.

### Kirchengemeinde Mengen
Die Kirchengemeinde Mengen umfasst die Stadt Mengen mit ihren Stadtteilen Beuren (wurde erst durch Bekanntmachung vom 31. Mai 1951 von der Kirchengemeinde Riedlingen hierher umgegliedert). Blochingen, Ennetach, Rosna und Rulfingen (gehörte bis 1951 zur Kirchengemeinde Sigmaringen), von der es mit Wirkung vom 1. April 1951 abgetrennt wurde, als diese von der Evangelischen Kirche der Altpreußischen Union in die württembergische Landeskirche umgegliedert wurde. In den evangelischen Gottesdiensten in Hohenzollern hat die altpreußische Gottesdienstform auf Wunsch der Gemeinden auch weiterhin Bestand.
Die Gemeinde Hohentengen mit ihren Ortsteilen Beizkofen, Bremen, Enzkofen, Günzkofen, Ölkofen, Ursendorf und Völlkofen (der Ortsteil Eichen gehört zur Kirchengemeinde Bad Saulgau) und die Stadt Scheer mit ihrem Stadtteil Heudorf. Das Gebiet blieb nach der Reformation katholisch. Im 19. Jahrhundert zogen auch evangelische Bewohner zu, so dass ab 1873 in Mengen eigene Gottesdienste in der Lorettokapelle gefeiert wurden. Die Gemeindeglieder gehörte jedoch zur Kirchengemeinde Saulgau, bis für Mengen eine eigene Filialkirchengemeinde gebildet wurde. Eine eigene Pfarrei wurde in Mengen aber erst 1955 errichtet und 1956/57 wurde schließlich die Pauluskirche erbaut. Die Filialkirchengemeinde Mengen wurde dann durch Bekanntmachung des Oberkirchenrats vom 12. April 1956 von der Muttergemeinde Saulgau gelöst und zur selbständigen Kirchengemeinde erhoben. Heute gibt es zwei Pfarrämter in Mengen. Sie tragen die Bezeichnungen Mengen und Mengen-Nord.

### Kirchengemeinde Oberholzheim

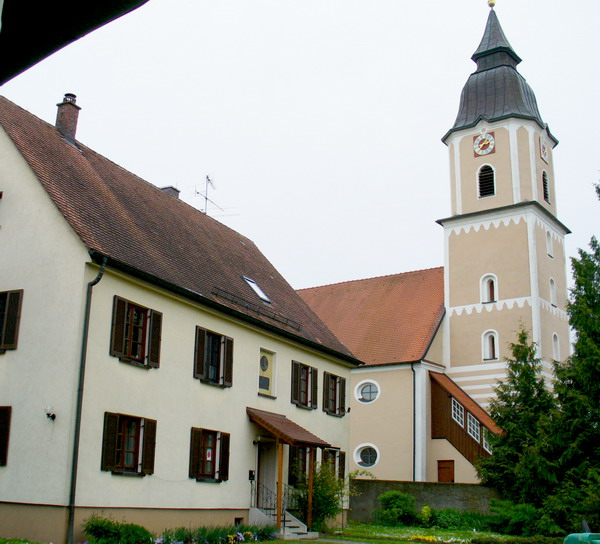
Pfarrhaus und Kirche in Oberholzheim

Die Kirchengemeinde Oberholzheim umfasst die Gemeinde Achstetten mit ihren Ortsteilen Bronnen, Oberholzheim und Stetten sowie den Stadtteil Bihlafingen der Stadt Laupheim und die Gemeinde Burgrieden mit ihren Ortsteilen Rot und Bühl, wobei Bühl bis 1985 zur Kirchengemeinde Laupheim gehörte. Bühl wurde jedoch mit Bekanntmachung des Oberkirchenrats vom 19. August 1985 von der Kirchengemeinde Laupheim in die Kirchengemeinde Oberholzheim umgegliedert.
Die Orte Burgrieden, Bronnen und Rot wurden durch Bekanntmachung des Konsistoriums vom 27. Juni 1913 zu einer selbständigen Filialkirchengemeinde von Oberholzheim zusammengeschlossen. Später wurde diese Filialkirchengemeinde aber wieder aufgelöst.
Eine Kirche wurde in Oberholzheim evtl. bereits im 10. Jahrhundert erwähnt. 1275 wird sie St. Peter und Paul genannt. Das Patronat hatten die Herren von Freyberg bzw. die Herrschaft Hürbel. 1536 führte die Reichsstadt Biberach die Reformation ein, so dass die Herrschaft Hürbel das Patronat an die Stadt Biberach verkaufte. Die heutige St.-Peter-und-Paul-Kirche in Oberholzheim wurde 1739 erbaut, das Turmuntergeschoss ist aber älter. 1874 wurde sie neogotisch umgestaltet. Der Schriftsteller Christoph Martin Wieland wurde 1733 im Oberholzheimer Pfarrhaus als Sohn des Pfarrers Thomas Adam Wieland geboren.
Heute gibt es zwei Pfarrämter innerhalb der Kirchengemeinde, das Pfarramt Oberholzheim und das Pfarramt Oberholzheim-Holzstöcke.
Bis 1965 gehörten auch die evangelischen Bewohner aus Dellmensingen zur Kirchengemeinde Oberholzheim. Durch Bekanntmachung des Oberkirchenrats vom 4. Januar 1965 wurden diese der Kirchengemeinde Erbach (heute zum Kirchenbezirk Ulm gehörig) zugeordnet. Ebenso wurde damals der Wohnplatz Bahnhof Rißtissen-Achstetten von der Kirchengemeinde Oberholzheim abgetrennt und der Kirchengemeinde Ersingen zugeordnet.

### Kirchengemeinde Ochsenhausen
Die Kirchengemeinde Ochsenhausen umfasst die Stadt Ochsenhausen mit ihren Stadtteilen Mittelbuch und Reinstetten, den Stadtteil Ringschnait der Stadt Biberach an der Riß und den Hauptort der Gemeinde Maselheim.
Das gesamte Gebiet blieb nach der Reformation katholisch. Im 19. Jahrhundert zogen auch evangelische Bewohner zu. Sie feierten zunächst im Kapitelsaal des Klosters Ochsenhausen ihre Gottesdienste. 1848 wurde eine Pfarrverweserei eingerichtet und 1898 eine eigene Pfarrei. 1972 bis 1972 erbaute sich die Kirchengemeinde dann eine eigene Kirche mit Gemeindezentrum.
Von 1953 bis 1962 gehörten auch die evangelischen Bewohner von Füramoss und die zu Eberhardzell gehörigen Weiler Dietenwengen, Hedelberg, Längenmoos, Ziegelhütte und Braunenmoos zur Kirchengemeinde Ochsenhausen. Durch Bekanntmachung des Oberkirchenrats vom 16. November 1962 wurden sie der Kirchengemeinde Biberach zugeordnet und gehören heute zur Kirchengemeinde Ummendorf. Vor 1953 gehörten diese Orte (außer Füramoos) zur Kirchengemeinde Bad Schussenried. Bis 2004 gehörten auch die evangelischen Bewohner von Erlenmoos, Gutenzell-Hürbel und Steinhausen an der Rottum zur Kirchengemeinde Ochsenhausen. Mit Wirkung vom 1. Januar 2005 wurden sie von der Kirchengemeinde Ochsenhausen gelöst und der Kirchengemeinde Rot an der Rot zugeordnet.
In den früher zur Kirchengemeinde Ochsenhausen gehörigen Orten Rot an der Rot (heute Kirchengemeinde Erolzheim-Rot) bzw. Kirchdorf an der Iller (bis 1961 Kirchengemeinde Erolzheim) wurden später Filialkirchengemeinden von Ochsenhausen und schließlich selbständige Kirchengemeinden gebildet, die seit 2005 mit Ochsenhausen (wieder) eine Gesamtkirchengemeinde bildeten. Die Gesamtkirchengemeinde wurde zum 1. Januar 2010 wieder aufgelöst.

### Kirchengemeinde Ostrach
Die Kirchengemeinde Ostrach (ca. 1.350) umfasst die Gemeinde Ostrach mit ihren Ortsteilen Burgweiler (seit 2023), Einhart, Habsthal, Kalkreute, Jettkofen, Levertsweiler, Magenbuch, Spöck, Tafertsweiler und Wangen, wobei Wangen erst durch Gesetz vom 5. September 1989 von der Evangelischen Landeskirche in Baden zur württembergischen Landeskirche kam (der Ostracher Ortsteil Laubbach gehört zur Kirchengemeinde Altshausen). Früher gehörte zur Kirchengemeinde Ostrach die Gemeinde Wald mit ihren Ortsteilen Glashütte, Hippetsweiler, Kappel, Reischach, Riedetsweiler, Rothenlachen, Ruhestetten und Walbertsweiler (der Ortsteil Sentenhart gehört zur badischen Kirchengemeinde Meßkirch), die Stadtteile Dietershofen, Rengetsweiler und Ringgenbach der Stadt Meßkirch (die anderen Stadtteile Meßkirchs gehören zur badischen Landeskirche), die Stadtteile Gaisweiler, Mottschieß und Otterswang der Stadt Pfullendorf (die anderen Pfullendorfer Stadtteile gehören zur badischen Landeskirche) und die Gemeinde Hohenfels mit ihren Ortsteilen Deutwang, Kalkofen, Liggersdorf, Mindersdorf und Selgetsweiler.
Ostrach und Wald blieben mit ihrem jeweiligen Umland als Teil von Hohenzollern-Sigmaringen bzw. ab 1849 der Hohenzollernschen Lande nach der Reformation katholisch. Überwiegend nach dem Zweiten Weltkrieg zogen auch evangelische Bewohner zu. Sie gehörten zunächst zur Kirchengemeinde Sigmaringen, die 1950 von der Evangelischen Kirche der Altpreußischen Union in die württembergische Landeskirche wechselte. Lediglich Jettkofen gehörte als Enklave bereits vorher zur württembergischen Kirchengemeinde Altshausen. Durch Bekanntmachung des Oberkirchenrats vom 13. April 1951 wurde für die evangelischen Bewohner der oben genannten Orte einschließlich von Oberndorf und Rosna mit Wirkung vom 1. April 1951 die selbständige Kirchengemeinde Wald-Ostrach/Hohenzollern gegründet, nachdem das Kultusministerium mit Schreiben vom 21. März 1951 die neue Kirchengemeinde als Körperschaft des öffentlichen Rechts anerkannt hatte. Sitz des zuständigen Geistlichen war zunächst Wald. 1955/56 wurde in Ostrach dann eine eigene evangelische Kirche, die Christuskirche, erbaut, die 2001 einen Anbau mit Gemeinderäumen und Küche erhielt. 1959 erhielt die Kirchengemeinde eine eigene Pfarrei (die bislang 3. Pfarrstelle der Stiftsgemeinde Stuttgart). In jener Zeit wurde die Kirchengemeinde wohl entsprechend in „Kirchengemeinde Ostrach“ umbenannt.
Der heute zur Gemeinde Herdwangen-Schönach gehörige Ortsteil Oberndorf sowie der heute zur Stadt Mengen gehörige Stadtteil Rosna wurden wohl in den 1950er Jahren von der Kirchengemeinde Ostrach gelöst. Sie gehören heute zur Kirchengemeinde Pfullendorf bzw. Mengen der Evangelischen Landeskirche in Baden.

### Kirchengemeinde Pflummern-Heiligkreuztal
Die Kirchengemeinde Pflummern-Heiligkreuztal umfasst die Gemeinden Altheim (nur Ortsteil Heiligkreuztal) und Langenenslingen, die Stadtteile Pflummern und Grüningen der Stadt Riedlingen sowie den Ortsteil Binzwangen der Gemeinde Ertingen.

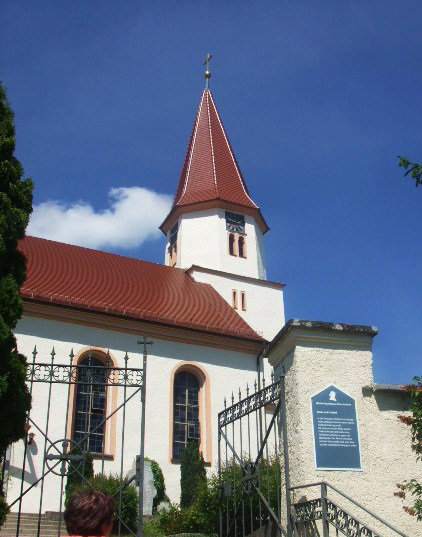
Ev. Kirche Pflummern

Pflummern war kirchlich zunächst Filiale von Langenenslingen. 1452 wurde es eigene Pfarrei. Eine Kirche wurde in Pflummern bereits 1339 erwähnt. 1488 wird sie St. Georg genannt. Das Patronat hatte Württemberg. Die Reformation wurde durch die Herren von Karpfen eingeführt. Die heutige Kirche wurde 1829 bis 31 erbaut, der Turm stammt aber noch aus dem 18. Jahrhundert. Das Turmuntergeschoss dient heute als Sakristei. Pflummern ist neben Biberach eine der wenigen historischen evangelischen Kirchengemeinden im heutigen Kirchenbezirk Biberach. Die anderen Orte im Raum Pflummern blieben nach der Reformation katholisch. Die überwiegend erst nach dem Zweiten Weltkrieg zugezogenen evangelischen Bewohner wurden der Kirchengemeinde Pflummern zugeordnet. Darunter auch Upflamör. Die evangelischen Bewohner dieses Ortes wurden jedoch mit Wirkung vom 1. Dezember 1983 in den Kirchenbezirk Münsingen umgegliedert und der Kirchengemeinde Zwiefalten zugeordnet, nachdem sie politisch zur Gemeinde Zwiefalten gehören.
Das gesamte Gebiet von Heiligkreuztal blieb nach der Reformation katholisch. Seit dem 19. Jahrhundert zogen auch evangelische Bewohner zu. Sie wurden zunächst der Kirchengemeinde Pflummern zugeordnet, doch gab es bereits seit 1847 evangelische Gottesdienste im Saal über der katholischen Münsterkirche Heiligkreuztal. Später wurde in Heiligkreuztal eine eigene Kirchengemeinde errichtet, die eine Zeit lang mit der Kirchengemeinde Pflummern eine Gesamtkirchengemeinde bildete.
Die zur früheren Kirchengemeinde Heiligkreuztal gehörigen Orte Billafingen und Langenenslingen gehörten bis 1951 zur Kirchengemeinde Sigmaringen und waren somit Teil der Evangelischen Kirche der Altpreußischen Union. Als diese mit anderen Kirchengemeinden am 1. April 1951 in die württembergische Landeskirche umgegliedert wurde, wurden u. a. die beiden Orte Billafingen und Langenenslingen von der Kirchengemeinde Sigmaringen abgetrennt und der Kirchengemeinde Heiligkreuztal zugeordnet.

### Kirchengemeinde Riedlingen
Die Kirchengemeinde Riedlingen umfasst die Kernstadt und die Stadtteile Daugendorf und Neufra der Stadt Riedlingen, den Ortsteil Offingen der Gemeinde Uttenweiler sowie die Gemeinden Betzenweiler, Dürmentingen (mit Ortsteilen Burgau, Hailtingen und Heudorf am Bussen), Ertingen (Hauptort und Erisdorf) und Unlingen (mit Ortsteilen Dietelhofen, Göffingen, Möhringen und Uigendorf) und den Hauptort und den Ortsteil Waldhausen der Gemeinde Altheim (der Ortsteil Heiligkreuztal bildet eine eigene Kirchengemeinde). Dabei wurde Betzenweiler erst durch Bekanntmachung des Oberkirchenrats vom 31. Mai 1951 von der Kirchengemeinde Attenweiler, Uigendorf von der Kirchengemeinde Zwiefalten und Waldhausen von der Kirchengemeinde Heiligkreuztal hierher umgegliedert, während das bis dahin zur Kirchengemeinde Riedlingen gehörige Beuren (heute ein Stadtteil von Mengen) von der Kirchengemeinde Riedlingen losgelöst und in die Kirchengemeinde Mengen umgegliedert wurde. Der heutige Dürmentinger Ortsteil Burgau gehörte als ehemals hohenzollerischer Ort bis 1951 zur Kirchengemeinde Sigmaringen. Als diese mit Wirkung vom 1. April 1951 von der Evangelischen Kirche der Altpreußischen Union in die württembergische Landeskirche umgegliedert wurde, wurde u. a. auch Burgau von der Kirchengemeinde Sigmaringen abgetrennt und der Kirchengemeinde Riedlingen zugeordnet.
Die anderen Riedlinger Stadtteile gehören zu den Kirchengemeinden Zwiefalten (Kirchenbezirk Münsingen) und Pflummern. Das gesamte Gebiet blieb nach der Reformation katholisch. Im 19. Jahrhundert zogen auch evangelische Bewohner zu. Sie feierten b 1860 in der Kapelle des alten Spitals in Riedlingen ihre Gottesdienste. 1879 konnte dann eine eigene Kirche erbaut werden. 1884 entstand auch eine eigene Pfarrei und Kirchengemeinde. Heute gibt es drei Pfarrämter in der Kirchengemeinde Riedlingen, Riedlingen West, Riedlingen Ost und Ertingen-Dürmentingen.

### Kirchengemeinde Wain

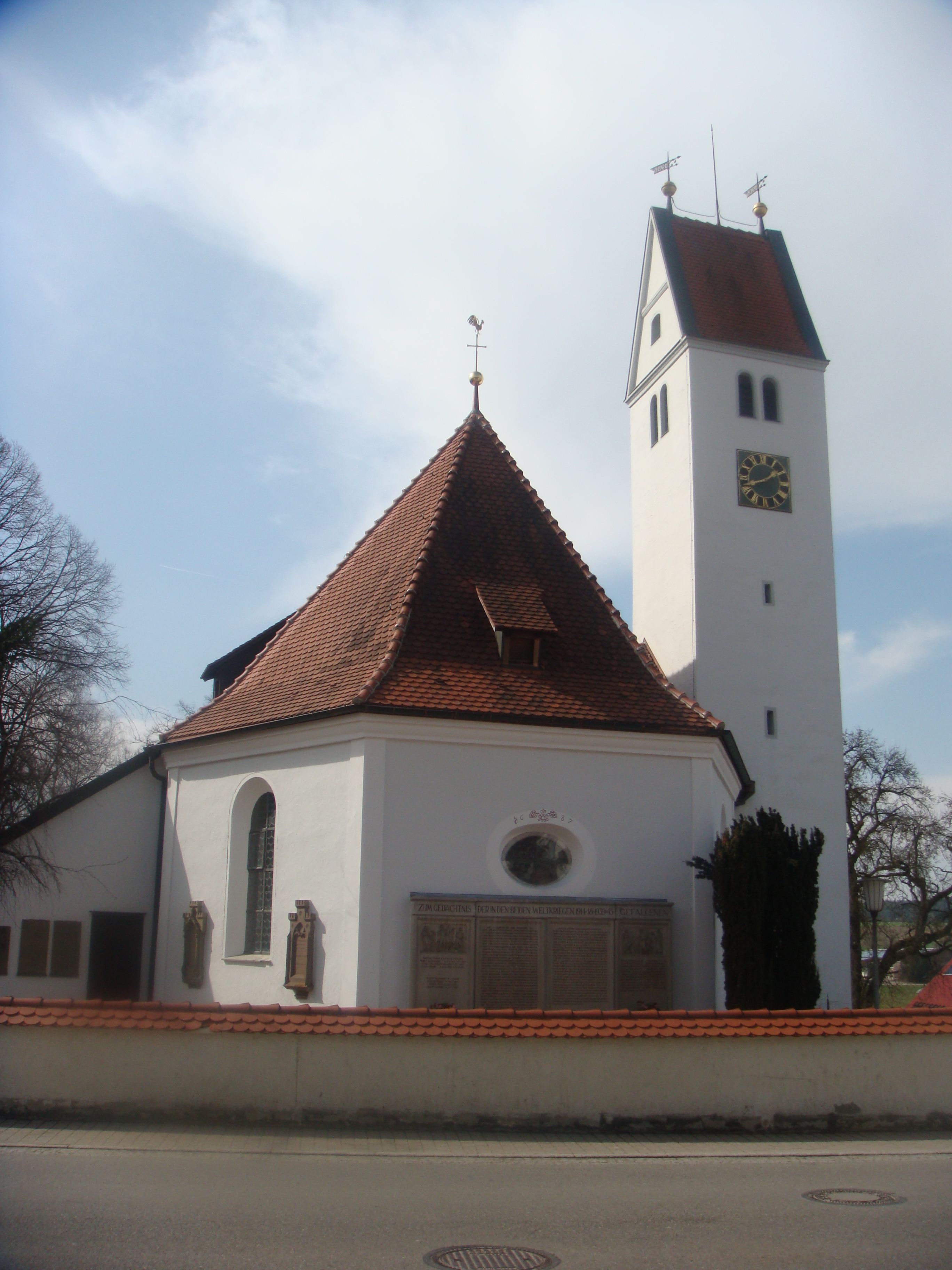
Ev. Michaelskirche in Wain

Die Kirchengemeinde Wain umfasst die Gemeinden Wain und Schwendi (mit Ortsteilen Bußmannshausen, Großschafhausen, Orsenhausen, Schönebürg und Sießen im Wald). Eine Kirche wurde in Wain 1275 erstmals erwähnt. 1521 wird sie St. Michael genannt. Das Patronat hatten die Ortsherren. 1522 wurde die Kirche dem Kloster Ochsenhausen inkorporiert. Die Reichsstadt Ulm führte 1571 die Reformation ein. Die heutige Kirche St. Michael ist im Kern noch gotisch, das Schiff wurde 1687 neu erbaut. Heute gibt es neben dem Pfarramt Wain innerhalb der Kirchengemeinde Wain noch ein weiteres Pfarramt mit der Bezeichnung Wain-Klinikseelsorge Dietenbronn (mit einem Aufgabenbereich in der Gemeinde Warthausen).
Schwendi und die zugehörigen Orte blieben nach der Reformation katholisch. Die überwiegend erst nach dem Zweiten Weltkrieg zugezogenen evangelischen Bewohner wurden der Kirchengemeinde Wain zugeordnet.
Bis 1977 gehörten auch die Evangelischen des Neuhäuser Hofs der Gemeinde Dietenheim zur Kirchengemeinde Wain. Mit Wirkung vom 4. Dezember 1977 wurden sie der neu gebildeten Kirchengemeinde Dietenheim zugeordnet. Dafür erhielt die Kirchengemeinde Wain die evangelischen Bewohner des Unterführbuchofs von der Kirchengemeinde Balzheim.

### Kirchengemeinde Warthausen
Die Kirchengemeinde Warthausen umfasst die Gemeinde Warthausen (mit den Ortsteilen Birkenhard und Höfen), die Ortsteile Altheim, Aufhofen, Ingerkingen, Langenschemmern und Schemmerberg der Gemeinde Schemmerhofen (die Ortsteile Alberweiler und Aßmannshardt gehören zur Kirchengemeinde Attenweiler) und die Ortsteile Äpfingen, Laupertshausen und Sulmingen der Gemeinde Maselheim. Der Hauptort Maselheim gehört zur Kirchengemeinde Ochsenhausen. Alle Orte blieben nach der Reformation katholisch. Die überwiegend erst nach dem Zweiten Weltkrieg zugezogenen evangelischen Bewohner wurden zunächst der Kirchengemeinde Biberach zugeordnet. In den 1970er Jahren wurde in Warthausen ein eigenes evangelisches Gemeindezentrum an der Martin-Luther-Straße gebaut. Durch Bekanntmachung des Oberkirchenrats vom 26. Februar 1987 wurde für die oben genannten Orte die selbständige Kirchengemeinde Warthausen innerhalb der Gesamtkirchengemeinde Biberach gebildet. Mit Wirkung vom 1. Januar 1990 wurde die Kirchengemeinde Warthausen jedoch aus dem Verband der Gesamtkirchengemeinde Biberach herausgelöst. Im Jahr 2005 wurde ein runder Kirchenraum an das Gemeindezentrum angebaut.

## Archivquellen
- Bestand: Visitationsberichte.   Landeskirchliches Archiv Stuttgart. 1581–1822.   Signatur: A 1.
- Bestand: Kirchenvisitationsakten.   Hauptstaatsarchiv Stuttgart. ca. 1601–1840.   Signatur: A 281.
- Bestand: Ortsakten [mit Digitalisaten der Pfarrbeschreibungen und Pfarrberichte (darin u. a.: Chronik, Filialverhältnisse)].   Landeskirchliches Archiv Stuttgart. ca. 1550–1923.   Signatur: A 29.
- Bestand: Ortsakten [mit Digitalisaten der Pfarrberichte (darin u. a.: Filialverhältnisse)].   Landeskirchliches Archiv Stuttgart. ca. 1924–1966.   Signatur: A 129.
- Bestand: Ortsakten [mit Visitationsberichten].   Landeskirchliches Archiv Stuttgart. ca. 1967–1989.   Signatur: A 229.
- Archivgut: Dekanatsarchive.   Landeskirchliches Archiv Stuttgart.   Signatur: F-Bestände.
- Archivgut: Pfarrarchive.   Landeskirchliches Archiv Stuttgart.   Signatur: G-Bestände.